# Csáky István (tárnokmester)
Körösszegi és adorjáni gróf Csáky (VIII.) István (Regeteruszka, 1603. május 3. – Szepesi vár, 1662. november 10.) tárnokmester.

## Családja
Gróf Csáky (VII.) István (1570–1605) erdélyi főtábornok és Wesselényi Anna második fia. 22 éves korában, 1625. június végén nőül vette Forgách Zsigmond nádor leányát, Évát (†1639 áprilisa). Megözvegyülve, 1640. június 3-án Perényi György abaúji főispán leányát, Máriát vezette oltár elé, aki azonban már 1641. szeptember 3-án meghalt. Harmadszor 1643. július 19-én nősült, sombereki Erdélyi István özvegyével, Mindszenti Krisztinával lépve házasságra.
Három nejétől 9 gyermeke született, kik közül két fia, István és László terjesztette tovább a családot:
- Anna (1627–1662) klarissza apáca
- István (*Nagyalmás, 1628, †kisgyermekként)
- Ferenc (1630–1670)
- Krisztina (*Szendrő, 1632, †kisgyermekként)
- Anna (*Szendrő, 1634, †kisgyermekként)
- István (*Szendrő, 1635. április 15. – 1699. december 7.)
- Zsuzsanna (*Szendrő, 1638, †kisgyermekként)
- Éva (†kisgyermekként)
- László (1641. március 2. – 1697/98)

## Élete
Atyja halála után özvegy édesanyja felügyelete alatt nevelkedett Sáros várában és Adorjánban (Bihar vármegye). 1614-ben római katolikus hitre tért. 1620–1623-ban Bécsben tanult, s nagy műveltségre tett szert. 1623-tól birtokain gazdálkodott, s családot alapítva az erdélyi Nagyalmás várában telepedett le.
1625 júliusában Bethlen Gábor fejedelem Kolozs vármegye főispánjává nevezte ki. Brandenburgi Katalin legbensőbb hívei közé tartozott, ezért 1630-ban mint trónkeresőt I. Rákóczi György kiüldözte Erdélyből, s birtokait is elkoboztatta. 1633. augusztus 25-én Szendrő várának (Borsod vármegye) kapitányságát és uradalmát szerezte meg a fiscustól, Brandenburgi Katalintól pedig megszerezte a tarcali uradalmat és Tokajt, sőt hamarosan erdélyi jószágait is visszanyerte. 1636-ban grófi rangot nyert.
1636–1638 között felesége, Forgách Éva jogán kitartó munkával megszerezte a Thurzók kihalása után a kincstárra szállt Szepesi vári uradalmat 123 helységgel együtt, mindössze 85 ezer forint fejében. (Ez az összeg azután a királyi kincstár ügyeskedései révén 1651-ig felment 168 ezer forintra.) A Rákóczi-hadjárat alatt szerzett érdemeiért a király 1647-ben tárnokmesterré nevezte ki. Az 1649. évi pozsonyi országgyűlésen jelen volt és Bécsben is többször megfordult.

## Munkái
Levelezését (1626–1661.) közli Deák Farkas, Gr. Csáky István életrajza című munkája mellett. A kassai levéltárban őrzött Zöld könyvbe (mely táblája színéről bírja nevét) a családfők a családi élet egyes mozzanatait jegyezték be; az első följegyző anyja, Wesselényi Anna 1603-ban, a második gróf Cs. István volt, kinek bejegyzéseit szintén közli Deák Farkas említett munkájában; a harmadik följegyző ennek fia, István, az országbiró, s így tovább a XVIII. századi családfők.
Arcképe rézmetszetben a Widemann-féle gyűjteményben van.